# Gianluca Pianegonda
Gianluca Pianegonda (Thiene, 23 settembre 1968) è un ex ciclista su strada italiano.

## Carriera
Professionista dal 1995 al 1999, esordì con una vittoria nella seconda tappa alla Vuelta a España 1995, con arrivo a Santander, vestendo per un giorno anche la maglia amarillo. Conta nel suo palmarès tre sole vittorie ma di buon livello, tra cui la Freccia del Brabante 1997, quando si impose davanti agli olandesi Maarten den Bakker e Michael Boogerd; finì poi sul podio della Tirreno-Adriatico per due anni consecutivi, 1996 e 1997.

## Palmarès
- 1986 (allievi)

Giro di Basilicata
- 1989 (dilettanti)

Ruota d'Oro
- 1994 (dilettanti)

Gran Premio Palio del Recioto
Coppa Fiera di Mercatale
Trofeo Gianfranco Bianchin
- 1995

2ª tappa Vuelta a España
1ª tappa Regio-Tour
- 1997

Freccia del Brabante